# میلدا (آلمان)
میلدا (به آلمانی: Milda) یک شهر در آلمان است که در زاله‌هلتسلاند واقع شده‌است. میلدا ۷۷۳ نفر جمعیت دارد.